# Tiberius Claudius Maximus

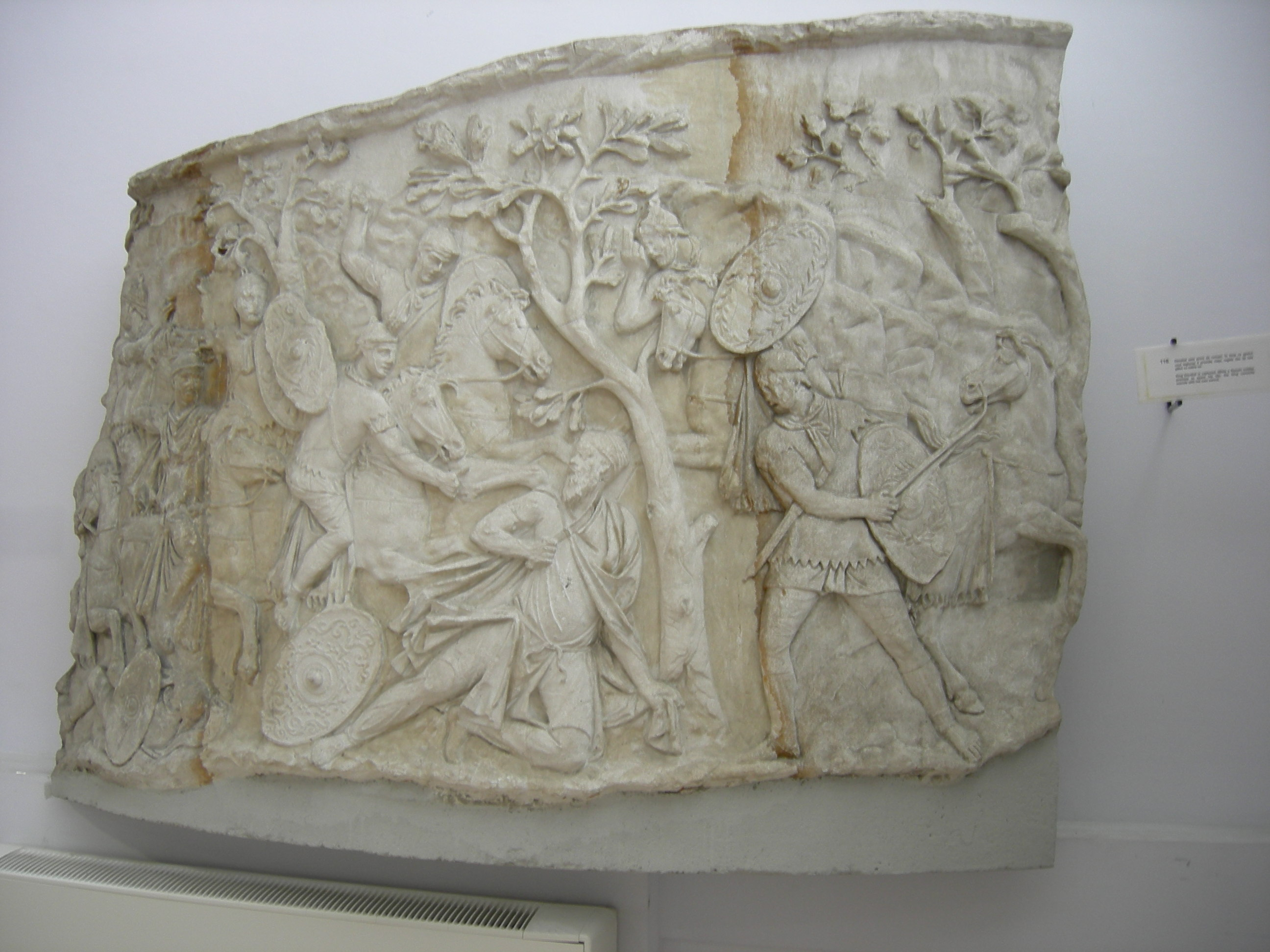
Decebalus entzieht sich durch Selbstmord der Gefangennahme (Abguss von der Trajanssäule)

Tiberius Claudius Maximus (* ca. 65; † nach 117) war ein römischer Legionär und Offizier zur Zeit der römischen Kaiser Domitian und Trajan. Seine auf seinem Grabstein inschriftlich überlieferte Karriere ist eine der detailliertesten Legionärsbiographien, die erhalten geblieben ist, und daher eine wichtige historische Quelle zu Aufbau und Funktionsweise der römischen Armee.

## Leben

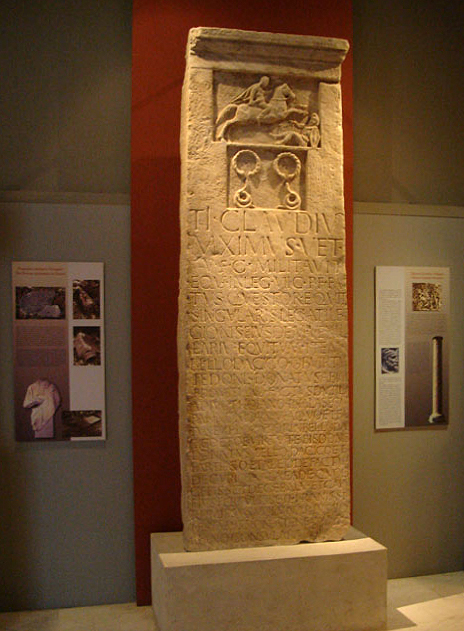
Der Grabstein des Tiberius Claudius Maximus

Tiberius Claudius Maximus dürfte aus einer Familie stammen, die das römische Bürgerrecht unter den iulisch-claudischen Kaisern in der ersten Hälfte des 1. Jahrhunderts n. Chr. erhalten hatte. Er diente zur Zeit des Kaisers Domitian als Reiter in der Legio VII Claudia, die in Viminacium in der Provinz Moesia superior stationiert war. Er wurde zu mehreren Sonderfunktionen befördert: zum Quästor der Reiterei, zum Gardereiter (Equites singulares) des Legionskommandanten und zum Standartenträger (vexillarius) der Reiterei der Legion. Tiberius Claudius Maximus nahm an den Kriegen gegen die Daker unter Domitian teil. Von diesem Kaiser erhielt er für seine Tapferkeit eine Auszeichnung (dona militaria).
Unter Trajan wurde Claudius Maximus als Soldat mit doppeltem Gehalt (duplicarius) ungewöhnlicherweise zu einer pannonischen Hilfstruppeneinheit (Ala II Pannoniorum) versetzt; normalerweise waren die Laufbahnen der Legionssoldaten und der Hilfstruppen (die überwiegend keine römischen Bürger waren) getrennt. In den Dakerkriegen Trajans wurde er als Späher (explorator) eingesetzt. Dabei gelang es ihm gegen Ende des Krieges, das Versteck des flüchtigen Dakerkönigs Decebalus aufzuspüren und diesen gefangen zu nehmen. Nach dem Selbstmord des Decebalus überbrachte er dessen Kopf dem Kaiser nach Ranistorum und wurde dafür zum Decurio in seiner Ala befördert. Ferner erhielt er eine weitere Auszeichnung.
Claudius Maximus nahm auch noch am Partherkrieg Trajans teil und erhielt eine weitere Auszeichnung. Später wurde er schließlich von Terentius Scaurianus, einem Kommandanten konsularischen Rangs, ehrenhaft aus der Armee entlassen. Er dürfte sich in Makedonien zur Ruhe gesetzt haben, wo seine Grabstele gefunden wurde, die er sich noch zu Lebzeiten anfertigen ließ. Da Trajan auf der Grabinschrift als divus bezeichnet wird, ist Claudius Maximus nach dem Kaiser gestorben.
Durch die Kenntnis der Biografie des Maximus wird die auf der Trajanssäule dargestellte Gefangennahme des Decebalus für uns überhaupt erst verständlich. Da die commentarii über den Daker-Feldzug verloren gegangen sind, bleibt uns der Sinn des weit überwiegenden Teils des sonst Dargestellten verschlossen.
Dieser Fund hat Peter Connolly zu dem Jugendsachbuch Tiberius Claudius Maximus inspiriert.